# 그리스도 최고훈장

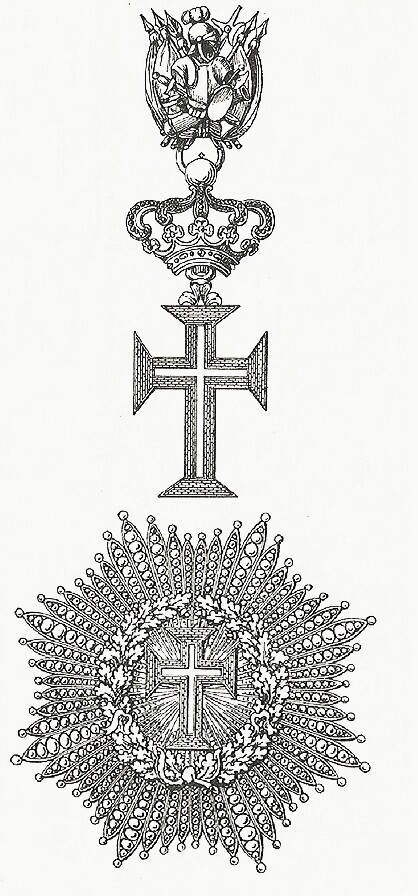

그리스도 최고훈장(라틴어: Ordine Supremo del Cristo)은 로마 가톨릭교회에서, 기독교 신앙을 전파하는데 현저한 공헌을 했거나 무훈(武勳), 저작 활동 또는 기타 혁혁한 활동을 통해 가톨릭교회의 영광을 기리는 데에 공헌한 인물에게 주어지는, 현직 교황이 수여할 수 있는 기사 훈장이다.
자의교서(Motu Proprio)에 의해 수여되며, 출신 성분이 귀족이거나 평민이거나 상관없이 오로지 공적에 의해서 받을 수 있는 훈장이다.
이 훈장은 교황이 수여할 수 있는 훈장 중 최고 등급의 훈장이다.